# Diapera
Diapera là một chi bướm đêm thuộc họ Erebidae.